# Observatorium Ametlla de Mar
Das Observatorium Ametlla de Mar (katalanisch Observatori de L’Ametlla de Mar; spanisch Observatorio de L’Ametlla de Mar; englisch Ametlla de Mar Observatory) Sternwarten-Code 946, ist eine Sternwarte in L’Ametlla de Mar in der katalanischen Provinz Tarragona. Es wird von dem katalanischen Astronomen Jaume Nomen betrieben und ist zusammen mit dem Observatorium Piera und dem Observatorio Astronomico de Mallorca Bestandteil des Unicorn Project und der Minor Planet Astrometry.

## Referenzen
- Lutz D. Schmadel (2003). Dictionary of Minor Planet Names. ISBN 3-540-00238-3.